# Instituto Rã-bugio para Conservação da Biodiversidade

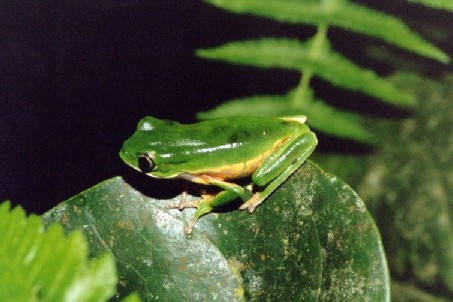
Filomedusa (Phyllomedusa distincta), uma das riquezas da biodiversidade da Mata Atlântica que o Instituto Rã-bugio se propõe a defender.

O Instituto Rã-bugio para Conservação da Biodiversidade é uma organização não governamental (ONG), sem fins lucrativos, sediada em Guaramirim, Santa Catarina que tem como missão defender as áreas remanescentes de Mata Atlântica para salvar o que restou da biodiversidade.
Foi criado em 05/04/2003 e está inscrito no Cadastro Nacional de Entidades Ambientalistas, pela Portaria n. 154 de 23/06/2004 do Ministério do Meio Ambiente. Recebeu os títulos de Utilidade Pública Municipal em 01/06/2007, pela Lei Municipal nº 4.665/2007 e de Utilidade Pública Estadual em 02/04/2008, pela Lei Estadual nº 14.400/2008. É uma instituição qualificada como Organização da Sociedade Civil de Interesse Público (OSCIP), nos termos da Lei nº 9.790, de 23 de março de 1999, conforme Despacho da Diretora do Departamento de Políticas de Justiça do Ministério da Justiça, de 30 de setembro de 2016.
O Instituto Rã-bugio foi criado para institucionalizar o trabalho voluntário do casal Elza e Germano Woehl Jr  que, desde 1998, vêm desenvolvendo projetos de educação ambiental ao ar livre com as escolas da região de Guaramirim, com o propósito de popularizar a rica biodiversidade da Mata Atlântica, sobretudo dos anfíbios, para que a sociedade se conscientize sobre a importância de preservar o que restou da Mata Atlântica, para evitar a extinção das espécies. 
Os projetos de educação ambiental do Instituto Rã-bugio consistem em conduzir estudantes em trilhas interpretativas onde aprendem sobre a biodiversidade e os serviços ambientais da Mata Atlântica. Além de promover o aprendizado, os projetos de educação ambiental do Instituto Rã-bugio colocam crianças e adolescentes em contato com a natureza.

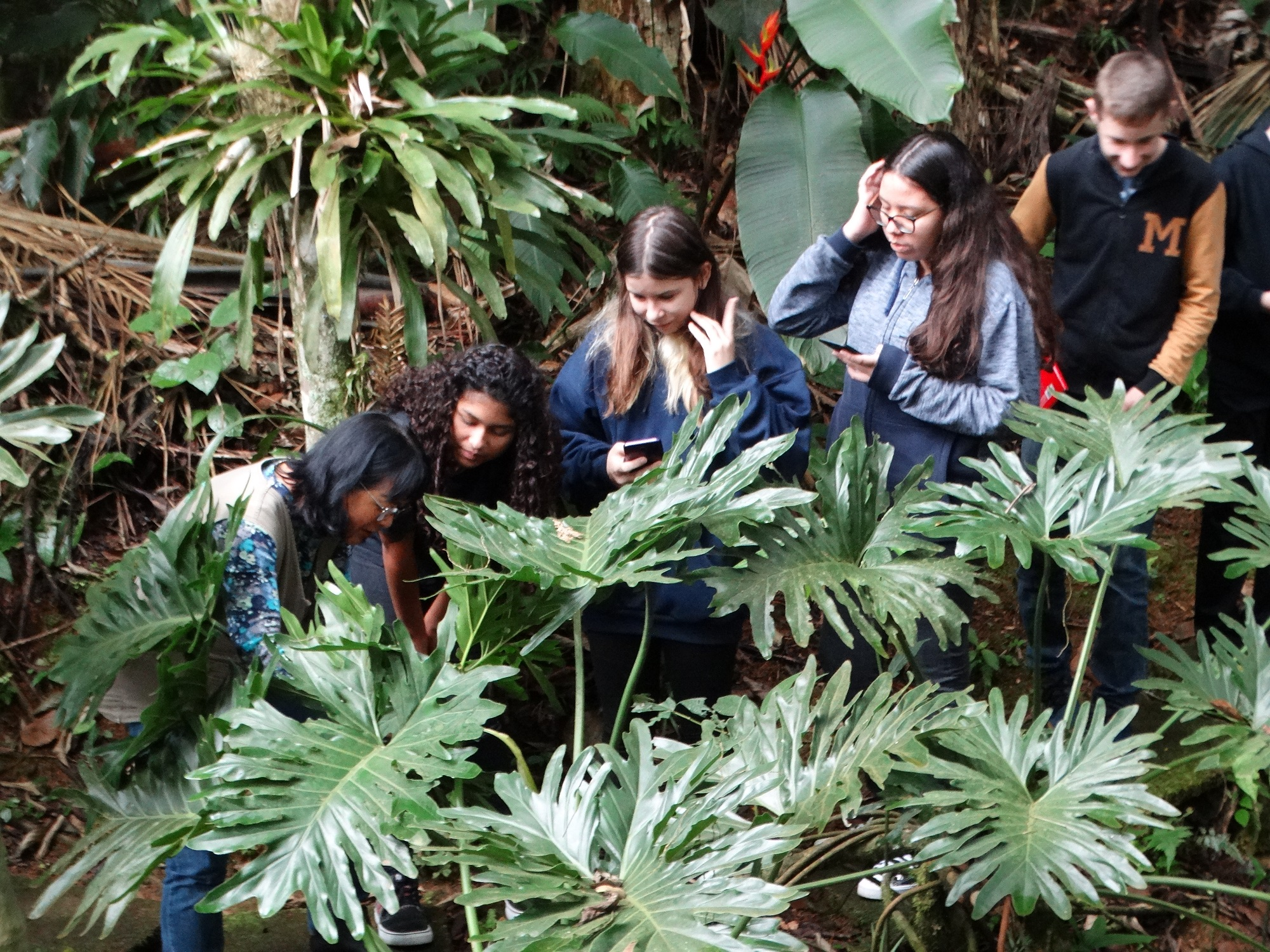
Estudantes em contato com a natureza aprendendo sobre a reprodução dos anfibios na RPPN Santuário Rã-bugio

Rã-bugio é o nome usado pelos moradores antigos da localidade Brüderthal, em Guaramirim, SC, para uma espécie de rã (Physalaemus olfersii) que ocorre na Mata Atlântica, devido ao coaxar que é parecido com o som emitido pelo macho do macaco bugio.

## Atuação

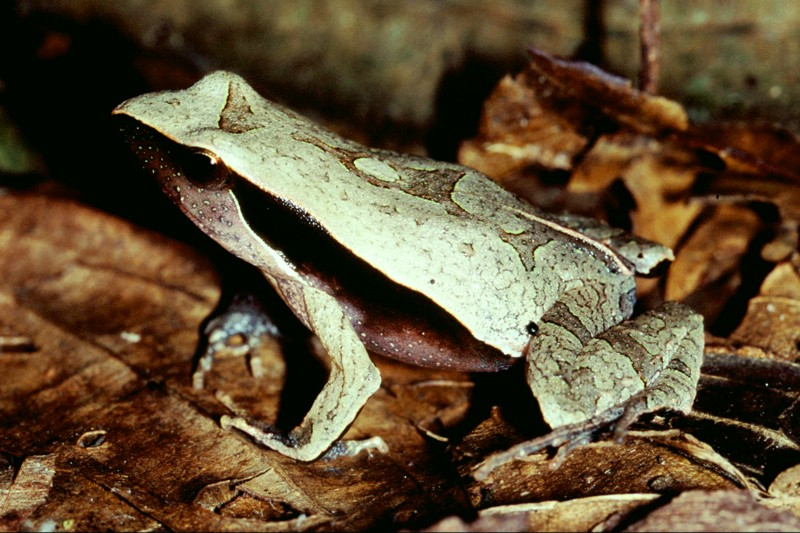
Rã-bugio (Physalaemus olfersii), espécie de rãzinha da Mata Atlântica que deu o nome para a ONG e para a RPPN criada

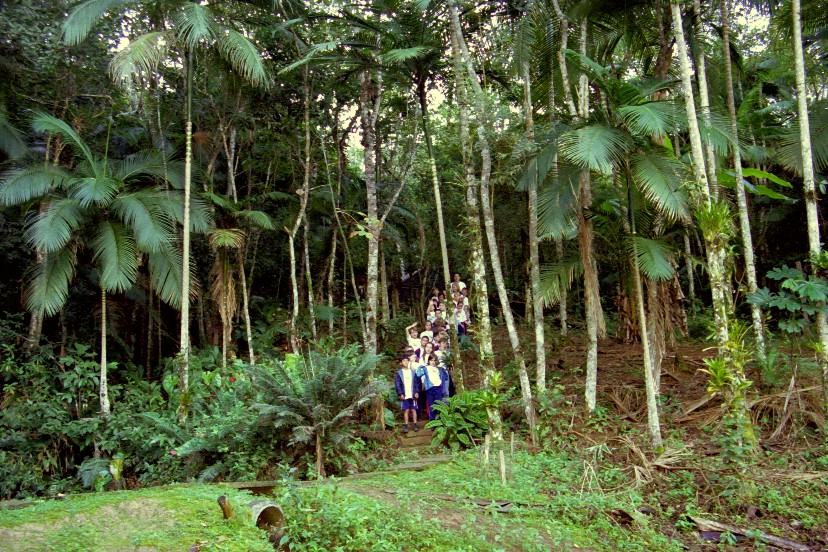
Educação Ambiental é a principal ação do Instituto Rã-bugio. Esta imagem mostra estudantes sendo atendidos nas trilhas interpretativas da RPPN Santuário Rã-bugio, em Guaramirim, SC.

O Instituto Rã-bugio para Conservação da Biodiversidade atua na defesa das últimas áreas de Mata Atlântica através de uma consistente e bem planejada campanha de conscientização da população para assegurar a integridade dessas áreas para as gerações futuras, que prestam serviços ambientais de extrema relevância, como a proteção dos recursos hídricos. Portanto, as ações propostas visam não apenas a proteção deste valioso patrimônio nacional como também a proteção dos mananciais, que trazem benefícios diretos para a população, pois garante o abastecimento de água, fundamental para a continuidade do processo de desenvolvimento da região.